# Rolf Riehm
Rolf Riehm (Saarbrücken (Land de Saarland), 15 de juny, 1937), és un compositor alemany.

## Vida i obra
Rolf Riehm és fill de l'organista Karl Riehm i de la professora de piano Elly Riehm. Després de graduar-se a l'escola secundària, va estudiar musicologia durant un any a la Universitat Goethe de Frankfurt i de 1958 a 1961 oboè i música escolar a la Universitat de Música de Frankfurt. Això va ser seguit per estudis de composició a la classe magistral de Wolfgang Fortner a la Universitat de Música de Friburg.
Riehm va treballar inicialment com a oboista solista i durant un curt període de temps en l'ensenyament. Des de 1968 va treballar com a professor a la "Rheinische Musikschule Köln" i fins al 1972 va ser membre del "Gruppe 8 Köln", una associació de compositors. De 1974 a 2000 va ocupar una càtedra de composició i teoria musical a la Universitat de Música de Frankfurt.
Riehm va ser un cofundador de l'Associació de Música de Frankfurt, que va existir entre 1964 i 1970. De 1976 a 1981 va ser membre de la formació "Sogenanntes Linksradikales Blasorchester". Va realitzar gires de concerts i va donar conferències i tallers a Europa, Amèrica i Japó.
El 2014 es va publicar una edició dels seus escrits sota el títol Rolf Riehm / Texte. L'Arxiu Riehm de l'Acadèmia de les Arts de Berlín conserva tots els diaris de treball de Riehm, treballs preparatoris, esbossos i còpies justes de partitures, incloses les seves obres primerenques.

## Estil artístic
El periodista Bernd Leukert descriu Riehm com un artista idiosincràtic que es veu a si mateix com una persona política. Riehm ignora deliberadament les tradicions compositives més antigues o més recents, però utilitza tot el ventall de possibilitats d'expressió musical d'una manera de vegades radical. Les seves composicions estan lluny de qualsevol estructura sistemàtica, i tot el que compon es desenvolupa en "conglomerats explosius" que no són ni estèticament ni "políticament correctes" pel que fa al so.

## Premis
- Premi Marzotto de Música, Valdagno, 1968[2]
- Becari a Villa Massimo de Roma, 1970–71[2]
- Premi d'Art del Sarre, 1992[2]
- Premi Hindemith de la ciutat de Hanau, 2002
- Membre de l'Acadèmia de les Arts, Berlín, 2010

## Discografia (selecció)
- Die Tränen des Gletschers (1998), col·legno
- Kompositionen für Gitarre, Cybele 260.601 cybele.de
- Dokumentation Wittener Tage für neue Kammermusik 1997, Kulturforum Witten / WDR Köln
- Sogenanntes Linksradikales Blasorchester, Trikont (1976–1981)
- Werke aus den Jahren 1977–1993 – Rundfunk-Sinfonieorchester Baden-Baden und Saarbrücken, Leitung: Michael Gielen und Marcello Viotti, die Gitarristen Wilhelm Bruck und Theodor Ross sowie das Saarbrücker Streichquartett. Talking Music TalkM 1006
- Machandelboom, Cybele SACD 960.501 cybele.de
- Das Schweigen der Sirenen / Tänze aus Frankfurt, hrMedia
- Orchesterwerke: He, très doulz roussignol joly, Schubert Teilelager, Die Erde ist eine Schale von dunkelm Gold, Cybele 860.401 cybele.de
- Without Compression, Cybele 260.501 cybele.de
- Weeds in Ophelia’s Hair, Bayer-Records
- aprikosenbäume gibt es, aprikosenbäume gibt es (Theo Nabicht, ensemble ascolta) und zwei weitere Werke: ahi bocca, ahi lingua (Hilliard Ensemble) und schlaf, schlaf, John donne, schlaf tief und quäl dich nicht (ensemble recherche), Cybele records SACD 860.701
- Rolf Riehm Orchesterwerke: Die Tränen des Gletschers, Nuages immortels oder Focusing on Solos (Medea in Avignon) und Berceuse, SWR Sinfonie Orchester, Michael Gielen, Hans Zender, telos music records TLS 128
- Rolf Riehm: Wer sind diese Kinder, Hamamuth-Stadt der Engel, Nicolas Hodges, Piano, SWR Sinfonieorchester Baden-Baden und Freiburg, Beat Furrer, WERGO 6755 2
- Rolf Riehm: Lenz in Moskau, Im Nachtigallental, Ton für Ton (weiße Straßen Babylons), Au bord d’une source, Ensemble Ascolta, Erik Borgir, Theo Nabicht, Jeremias Schwarzer, hr-Sinfonieorchester, Sian Edwards, WERGO 73142
- Shifting, Guy Braunstein, Violine, WDR Sinfonieorchester Köln, Leitung Dennis Russell Davis,   Archipel Remix, WDR Sinfonieorchester Köln, Leitung Peter Rundel, WERGO 7357 2
- Fremdling, rede-Ballade Furor Odysseus  kr 10177
- Double Distant Counterpoint kr 10177
- Ihr, meine und eines ruchlosen Vaters Kinder kr 10165
- Die Tode des Orpheus kr 10165